# Тит Вібій Вар (консул-суфект 115 року)
Тит Ві́бій Вар (лат. Titus Vibius Varus; ? — після 114) — політичний діяч Римської імперії.

## Життєпис
Походив з роду нобілів Вібієв. Син Тита Вібія Вара, сенатора. Про діяльність мало відомостей. У 115 році став консулом-суфектом (разом з Марком Помпеєм Макріном Неотом Феофаном). У 114 році напередодні війні проти Парфії був призначений імператором Траяном проконсулом провінції Крит і Киренаїка. Подальша доля не відома.

## Родина
- Тит Вібій Вар, консул 134 року.